# Lindbergh Fjelde
Lindbergh Fjelde är en nunatak i Grönland (Kungariket Danmark).   Den ligger i kommunen Sermersooq, i den centrala delen av Grönland, 1 000 km nordost om huvudstaden Nuuk. Toppen på Lindbergh Fjelde är 2 777 meter över havet.
Terrängen runt Lindbergh Fjelde är kuperad åt nordväst, men åt sydost är den bergig.  Trakten runt Lindbergh Fjelde är nära nog obefolkad, med mindre än två invånare per kvadratkilometer. Det finns inga samhällen i närheten. Trakten runt Lindbergh Fjelde är permanent täckt av is och snö.